# Nenasu

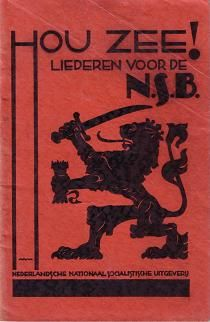
Hou zee! Liederen voor de N.S.B

De Nenasu (Nederlandsch Nationaal Socialistische Uitgeverij) was een Nederlandse uitgeverij. Zij werd opgericht op 2 februari 1934 door Anton Mussert, op dat ogenblik ruim twee jaar de Leider van de Nationaal-Socialistische Beweging in Nederland (NSB). De Nenasu had tot doel: het uitgeven van boeken, periodieken, dagbladen, brochures [...] alles in den ruimsten zin, en een en ander ter verspreiding van de Nationaal-Socialistische Levenbeschouwing in Nederland. De uitgeverij heeft haar oprichter twee jaar overleefd: in 1948 viel het doek voor de Nenasu.

## Begin
Op 14 december 1931 werd te Utrecht voor de eerste keer een bijeenkomst van de Nationaal-Socialistische Beweging in Nederland (NSB) georganiseerd. Vanaf dat moment begon de opmars van de belangrijkste Nederlandse extreem-nationalistische beweging uit de jaren dertig. De NSB ging het de eerste helft van de jaren dertig voor de wind. In 1934 telde de Beweging 33.000 leden en bij de verkiezingen voor de Provinciale Staten in 1935 behaalden Musserts volgelingen bijna 8% van de stemmen en dat leverde 41 Statenzetels op. Het aantal abonnees van het NSB-weekblad Volk en Vaderland steeg van 6000 in 1933 naar 23.000 in 1935. Een jaar later zou de NSB een absoluut vooroorlogs hoogtepunt bereiken met 52.000 leden.
Hoewel het NSB-programma redelijk gematigd was en het in de begintijd ook geen antisemitische paragraaf bevatte, werd de partij al snel zeer omstreden. Het op Duitse leest geschoeide optreden van de NSB'ers die geüniformeerd door de straten marcheerden, riep bij velen weerstand op. Het tweede kabinet Colijn zag deze ontwikkeling met lede ogen aan en ondernam stappen tegen de beweging. Een van de eerste maatregelen was het verbod voor ambtenaren om lid te zijn van de NSB. Dat deze stap zou leiden tot de oprichting van een nieuwe uitgeverij kon op dat moment niemand vermoeden.

## Financiën
Mussert en Cornelis van Geelkerken (die Mussert ertoe had bewogen de NSB op te richten) waren ambtenaren van de Utrechtse Provinciale Waterstaat. Hoofdingenieur Mussert verdiende een jaarinkomen van ƒ 7.000 (omgerekend naar de waarde in 2005 is dit: € 54.300). Van Geelkerken verdiende ongeveer de helft van Musserts salaris. Nadat de Nederlandse overheid het begin 1934 voor ambtenaren onmogelijk had gemaakt om lid te blijven van de NSB, kozen beiden voor een toekomst binnen de Beweging. Nadat Mussert en Van Geelkerken op 30 april 1934 werden ontslagen, ontvingen zij maandelijks een bedrag uit de kas van Nenasu, respectievelijk ƒ 666,67 (2005: € 5.200) en ƒ 333,33 (2005: € 2.600). Daarnaast ontving Mussert van zijn voormalige werkgever een pensioen van ƒ 2.500 per jaar (2005: € 19.400). Zijn jaarinkomsten bedroegen daarmee in 1934 in totaal ƒ 10.500 (2005: € 81.400) zodat hij er effectief op vooruitging. Later ontving Van Geelkerken jaarlijks ƒ 6.000 (2005: € 47.800) van de Nenasu. Mussert en Van Geelkerken waren overigens niet de enige betaalde NSB-politici: ook de Amsterdamse kringleider J.W. de Ruiter kreeg een maandelijkse toelage uit de kas van Nenasu, omdat hij zijn tandartspraktijk verruild had voor een leidinggevende functie binnen de NSB. Reinier van Houten, directeur van de Nenasu, kon probleemloos een Ford van ƒ 1.200 (2005: € 9.600) aanschaffen op kosten van de uitgeverij. De Nenasu bleek een belangrijke financiële steunpilaar voor de NSB te zijn geworden.

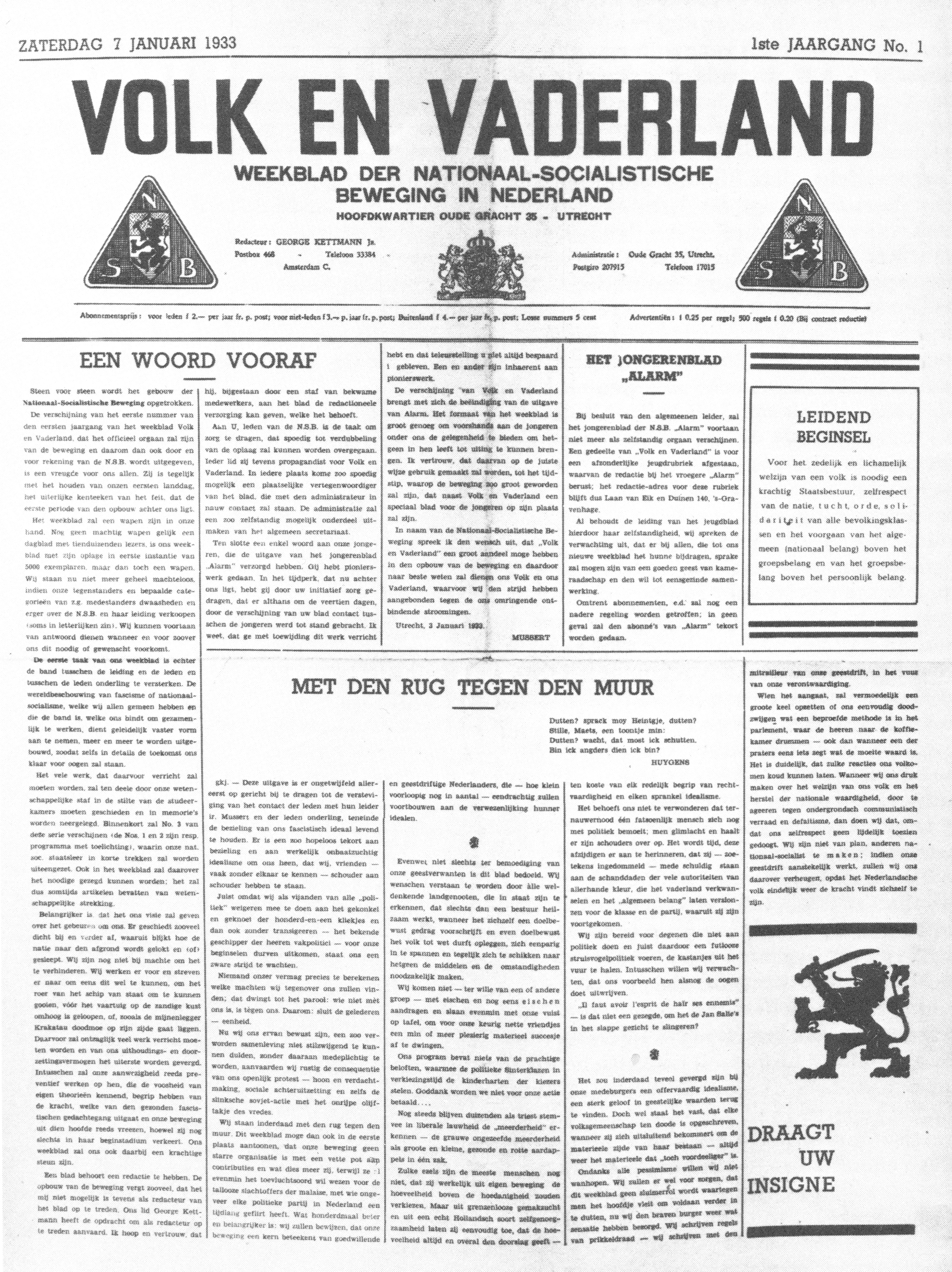
Het eerste nummer van Volk en Vaderland, 7 januari 1933.

Op 7 januari 1933 was het eerste nummer van Volk en Vaderland verschenen. Hoofdredacteur George Kettmann kondigde de koers aan:
Wij zullen er wel voor zorgen, dat dit weekblad geen sluimerrol wordt, waartegen men het hoofdje vlijt, om voldaan te dutten, nadat wij den braven burger weer wat sensatie hebben bezorgd. Wij schrijven regels van prikkeldraad - wij schrijven met den mitrailleur van onze geestdrift in het vuur van onze verontwaardiging.
Van dit NSB-weekblad werden wekelijks tienduizenden exemplaren afgezet. Mussert moet zich de financiële mogelijkheden van het weekblad hebben gerealiseerd. Op 2 februari 1934 richtte Mussert, met een startkapitaal van ƒ 100 (2005: € 775), de stichting Nederlandsche Nationaal-Socialistische Uitgeverij (Nenasu) op. Statutair stond vast dat de Nenasu uitsluitend de NSB zou dienen met:
het uitgeven van boeken, periodieken, dagbladen, brochures [...] alles in den ruimsten zin, en een en ander ter verspreiding van de Nationaal-Socialistische Levenbeschouwing in Nederland.
De Nenasu was volledig in handen van Mussert, als enige bestuurder (voor het leven!) van de stichting. Mussert benoemde een stichtingsdirecteur die de verantwoordelijkheid droeg voor de door de stichting uit te geven werken. Het weekblad Volk en Vaderland bleef onder de verantwoordelijkheid vallen van de redactie. De activiteiten van de onderneming richtten zich met name op het uitgeven van kranten, tijdschriften, liederenbundels en brochures. De uitgaven van de Nenasu werden voornamelijk verspreid tijdens vergaderingen en door colportage. Enkele uitgaven bereikten een breder publiek via de gewone boekhandel, aangezien de uitgeverij sinds 1934 door de Vereeniging ter Bevordering van de Belangen des Boekhandels was erkend. Dat ging niet van harte, omdat de uitgeverij zich voornamelijk geprofileerd had als politieke-brochure-uitgeverij en door de Vereeniging dus niet als volwaardig boekenbedrijf werd beschouwd.

## Directie
Directeur van de Nenasu werd Reinier van Houten, een van de allereerste NSB-leden (hij had stamboeknummer 54).
Vanaf 1 mei 1934 begon de Nenasu winst te maken, mede door de goede zakelijke resultaten van Volk en Vaderland. De Nenasu betaalde Mussert in het eerste jaar ƒ 8.000 (2005: € 62.000) en Van Geelkerken bijna ƒ 4.000 (2005: € 31.000). Later liepen deze bedragen nog verder op. In 1936 bedroeg de winst van de Nenasu circa ƒ' 16.000 (2005: € 134.600). Later (1941) toucheerde Mussert zo'n ƒ 50.000 (2005: € 295.000) van de Nenasu. In de latere oorlogsjaren 1943 en 1944 steeg dat bedrag tot ƒ 200.000 (2005: € 1.000.000) per jaar.
In 1937 verhuisde de Nenasu naar Leiden en trad Reinier van Houten als directeur af. Voor enige tijd werden de zaken waargenomen door Anna Catharina Penning, daarna kwam H. Roskam, die op zijn beurt weer werd opgevolgd door ene Geertsema. In 1939 kwam H.J. Kerkmeester, de latere directeur van de gelijkgeschakelde Arbeiderspers, aan het bewind. Ook die bleef niet lang. Hij werd in 1941 opgevolgd door C.E.W. Krediet, voorheen correspondent in Berlijn voor het Rotterdamsch Nieuwsblad, die in maart 1943 zijn directiezetel ter beschikking stelde aan J.W. Westenberg. In dat jaar werd Kerkmeester weer als adviseur aangesteld. De uitgeverij verplaatste zich eind 1941 van Leiden naar Rotterdam en nam daar gebouwen en installaties over van de inmiddels verboden katholieke krant De Maasbode. Wegens onvoldoende accommodatie moest de uitgeverij in 1942 weer verhuizen naar Utrecht, waar zij de firma v/h L.E. Bosch en Zoon aan de Oude Gracht 172-176 in Utrecht in handen kreeg. Bosch was geen onbekende voor de NSB. Deze onderneming leverde al diensten in 1932 en 1933. De uitgeverij dreef op de uitgave van Volk en Vaderland. Daarnaast werden drie soorten uitgaven verzorgd:
- tijdschriften en series;
- politieke propaganda;
- werken van letterkundige aard (voor volwassenen en kinderen).

## Volk en Vaderland
Volk en Vaderland verscheen wekelijks in een grote oplage. Ondanks het relatief geringe aantal betalende abonnees, bereikte de totale wekelijkse oplage tijdens de bezettingsjaren tot boven de 200.000 exemplaren. Geregeld werden hoofdartikelen als 'overdrukken' aan de man gebracht. Het laatste nummer van Volk en Vaderland verscheen op 4 mei 1945. 'VoVa' (de populaire benaming van het weekblad) fungeerde als 'strijd- en propagandablad' van de NSB. Het tijdschrift Nieuw Nederland was het 'onafhankelijke maandblad voor economie, staatkunde en cultuur'. Deze uitgave is het tijdschrift geweest, waarin de NSB heeft getracht een theoretische onderbouwing te geven voor het Nederlandse nationaalsocialisme. Het verscheen tussen juni 1934 en oktober 1944.
Het maandblad De Wolfsangel was de spreekbuis voor de 'volkse' stroming binnen de NSB. Omdat deze stroming tijdens het gehele bestaan van de NSB omstreden zou blijven, had het tijdschrift grote moeite zich een blijvende positie te verwerven. Dat blijkt uit onder meer enkele naamswijzigingen en uit het feit dat de uitgave na enige tijd door de Nenasu werd overgedragen aan de stichting 'Der Vaderen Erfdeel - werkgemeenschap voor volkenkunde'. De verwevenheid van een en ander blijkt onder meer uit het feit dat deze stichting gebruik maakte van het Leidse postadres van de Nenasu.

## Series
Ook heeft de Nenasu enkele series op de markt gebracht. Ten eerste was dat de op krantenpapier gedrukte serie Kleine brochures. In totaal verschenen zeven deeltjes die in de jaren dertig in grote aantallen door leden van de NSB werden verspreid.
Analoog aan de Kleine Cultuur Bibliotheek, waarmee De Arbeiderspers in 1934 gestart was, volgde Nenasu met de Kleine Nationaal-Socialistische Bibliotheek. De serie bevatte korte biografische schetsjes en werd gestart om "het Nederlandsche volk gelegenheid te bieden, zich bewust te worden van den rijkdom van zijn nationaal verleden". Dat was hard nodig want, er "is misschien geen beschaafd volk ter wereld, dat zoo slecht op de hoogte is van hetgeen het voorgeslacht naliet aan traditie, lichtende voorbeelden en schatten van den geest, als het onze", vermeldde de inleiding bij het eerste deeltje, dat het Wilhelmus behandelde. Dit lied was immers 'schandelijk verwaarloosd': "Schuw keek men uit, of er geen marxist in de buurt was en zong het vaak met gedempte stem, uit vrees voor hen, die druk bezig waren de lijkbezorgers der nationale gedachte te worden". Het Wilhelmus zou de idealen der NSB belichamen en daarom werd het lied op alle scholen van de beweging grondig behandeld. Het tweede deel in de serie ging over de vaderlandse held Van Speijk. Daarna volgden boekjes over Michiel Adriaenszoon de Ruyter, Rembrandt en ten slotte was Willem van Oranje aan de beurt. Na 1942 werd het deel over het Wilhelmus op grond van gewijzigde inzichten over het belang van het volkslied, niet meer verspreid. Merkwaardigerwijs vond de Nenasu het niet nodig een auteursnaam op de boekjes te vermelden; alle deeltjes verschenen anoniem. De uitgeverij staakte de reeks in 1936, maar eind 1942 stonden de titels nog op de voorraadlijst van boeken en brochures van de uitgeverij. Series waarvan de verschijning na één deel werd stopgezet waren: Dom-serie, Nieuw Nederland-reeks en de serie Ruk den blinddoek af!

## Tijdschriften
Het tijdschrift Fotonieuws der Beweging werd tijdens de Tweede Wereldoorlog in eerste instantie door de NSB zelf uitgegeven, later ging het over naar de Nenasu. Hierbij wijzigde de naam in Echo. Na Dolle Dinsdag hield het blad op te verschijnen.
Tijdens de bezetting bleef de Nenasu de NSB bedienen. Het bedrijf werd opgesplitst in vier afdelingen: kranten, tijdschriften, boeken en drukkerij. Naast Volk en Vaderland gaf het bedrijf bladen uit als Nieuw Nederland, De Nationaal-Socialistische Vrouw, Opvoeding in Volksche Geest, Volk in nood, Vorming, Arbeidsfront, Ontwakend Volk, De Wig, Hou-Zee, Boerenstrijd en de Nationaal-Socialistische Landpost. Op het hoogtepunt verspreidde de Nenasu waarschijnlijk meer dan honderdduizend uitgaven per week.
Ook de exploitatie van de stroom brochures die de Nenasu onder de leden en op de markt verspreidde bracht veel geld op. Aangezien de Nenasu als eigendom van de partij werd beschouwd, lieten de kopstukken van de NSB niet na zich geregeld met het uitgeversbeleid te bemoeien, wat de directie in haar taak behoorlijk stoorde. Zo werd het vierdelige werk van M.J. Twiss, Nationaal-socialistische mijnbouw (1941-1943), een vrijwel zekere winkeldochter, op aandringen van Mussert toch doorgezet. Partijprominenten als Max Blokzijl en mr. Robert van Genechten publiceerden hun werk meestal bij de Nenasu. In 1941 volgde een ander standaardwerk van de Beweging: Voor volk en vaderland, samengesteld door Van Geelkerken. Dit boek gaf de eerste tien jaar van de geschiedenis der NSB weer. In de jaren die volgden zou de Nenasu steeds vaker, zij het in bescheiden mate, boekuitgaven op de markt brengen. De drie grootste steunpilaren bleven de uitgave van Volk en Vaderland, de propagandabrochures en Duitse drukorders.

## Politieke propaganda
Direct na de oprichting begon de Nenasu met het uitgeven van politiek propagandamateriaal. Het Nederlandsch fascisme van C.B. Hylkema werd overgenomen van de Amsterdamse uitgeverij Literbo en in de eerste zes maanden na verschijnen zagen vier drukken ervan het licht. Het boek was voorzien van een kleurig omslag van NSB-illustrator Maarten Meuldijk. In totaal verschenen negen drukken ervan. Hylkema, van huis uit predikant, wilde vanuit zijn persoonlijke visie hiermee een '"voor allen verstaanbaar boek over het Nederlandsch fascisme"' schrijven, geen propagandawerk, maar zuiver beschrijvend van aard.
Op de valreep voor de bezetting verscheen bij de Nenasu nog een boekwerk van betekenis: Het nationalisme van de N.S.B., verzameld door de latere hoofdredacteur van Volk en Vaderland Leonardus Lindeman. In het boek werden de hoogtepunten in de geschiedenis van de beweging beschreven, die moesten aantonen dat Mussert de voorgaande jaren het bij het rechte eind had gehad. Kort na mei 1940 volgde het tweede deel, Het socialisme van de N.S.B. Nieuws brachten deze werken niet, want de inhoud bestond uit eerder verschenen artikelen uit diverse NSB-periodieken. Beide boeken golden als politieke standaardwerken van de NSB en werden gedrukt op de persen van drukker Haasbeek uit Alphen aan den Rijn in een oplage van 2000 exemplaren. Ook latere herdrukken zou Haasbeek voor zijn rekening nemen.
Het boek Voor Volk en Vaderland van Cornelis van Geelkerken verscheen in 1941 ter gelegenheid van het tienjarige bestaan van de NSB. Het verstrekte op meer dan 400 pagina's een (uiteraard subjectieve) weergave van de geschiedenis van de NSB. In 1943 verscheen er een herdruk van, in kleiner formaat, wegens de toegenomen papierschaarste. Deze herdruk was uitgebreid met een hoofdstuk over de strijd tegen het bolsjewisme. Max Blokzijl was de bekendste propagandist van de NSB. Hij was werkzaam op het nationaalsocialistische Departement van Volksvoorlichting en Kunsten en hij beschikte over een vaste radiorubriek. De Nenasu verzamelde de tekst van een aantal van deze radioprogramma's in twee boekuitgaven. Vanwege Blokzijls naamsbekendheid vonden deze uitgaven ook buiten kringen van de NSB hun aftrek.
De meeste brochures werden op bijeenkomsten, zoals de NSB-Landdagen, aan de man gebracht. De Nenasu beschikte hier over een speciale tent waarin de publicaties werden aangeboden. Andere werden via advertenties toegezonden aan leden en belangstellenden, of door middel van colportage verkocht. Een enkele keer probeerde de uitgeverij de buitenstaanders te bereiken, bijvoorbeeld met de anoniem gepubliceerde brochure De geheime geldbronnen der N.S.B., onthullingen van een 'insider', die de suggestie moest weerleggen dat de NSB met Duits geld gefinancierd werd en dus aangezien kon worden voor een buitenlands nazifiliaal. De sensationele titel werkte zo goed dat de brochure zorgde voor een aanmerkelijke versterking van de partijkas.

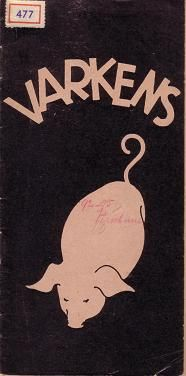
Varkens: de schoone en waarachtige historie van de Varkenscentrale

De Nenasu trachtte een maximaal profijt te halen uit hetgeen eerder reeds gepubliceerd was. Zodoende werden kranten- en tijdschriftartikelen veelvuldig separaat, (soms in bewerkte vorm) als boek of brochure gepubliceerd. Een enkele keer werd bewust gekozen om de propaganda in bedekte vorm te plegen, zoals de in 1935 verschenen brochure Varkens. Op het omslag staat slechts de afbeelding van een varken afgebeeld. Pas na opening van het boekje bleek dat het hier een politieke propagandistische brochure betreft. Ook hier opnieuw een overdruk van een artikel uit Volk en Vaderland. Toch vulde de Nenasu zijn brochures niet uitsluitend met overdrukken. Voor de leden waren de vijf programmatische brochures van belang, die waren uitgevoerd in de NSB-kleuren zwart en rood (zwart voor de bodem en rood voor het bloed). Brochure I en II bevatten Musserts programma met toelichting, III ging over de nationaalsocialistische staatsleer, IV ging in op de actuele politieke vragen, terwijl V een verbeterde versie was van brochure III.
De Nenasu publiceerde ook politieke werken die handelden over verwante landen als Duitsland, Italië en Spanje:
- W. van Daalen, Van den Duitsche kerkstrijd
- Ph. Bouhler, Adolf Hitler, de wordingsgeschiedenis van een volksbeweging
- G.C. Barevelli, De waarheid over Abessinië
- Bloedend Spanje verscheen anoniem.

Bij de Nenasu verschenen slechts vier vertaalde werken. Het eerste was de uit het Engels vertaalde brochure Onder fascistisch bewind van H.E. Goad en M. Currey. Later liet de Nenasu ook enkele in het Duits vertaalde brochures van Mussert verschijnen. Voorbeeld hiervan zijn de toespraak Über den Niederlandische Staat in dem neuen Europa en een Duitse vertaling van de brochure De vereenigde staten van Guyana; het Joodsch nationaal tehuis. Uit het Nenasu-archief blijkt dat deze brochure ook in het Engels is verschenen.

## Letterkunde
Na mei 1940 veranderde de NSB-propaganda van aard en inhoud. Naar de mening van de Nederlandse nationaalsocialisten was hun gewenste politieke einddoel (een nationaalsocialistisch Nederland onder leiding van de NSB) een flink stuk dichterbij gekomen. Aanvallen tegen politieke tegenstanders waren minder nodig dan voorheen. Daarom kon de Nenasu tijd en geld steken in het opzetten en uitbouwen van meer literair-getinte uitgaven: romans, dichtbundels en kinderboeken. De voornaamste uitgeverij op dit gebied was De Amsterdamsche Keurkamer, de uitgeverij van George Kettmann en diens echtgenote Margot Warnsinck. Ook de aan de Kultuurkamer verwante uitgeverij De Schouw betuigde zich actief op dit gebied.
De in 1932 overleden Vlaamse auteur René De Clercq publiceerde reeds in 1916 zijn dichtbundel De Noodhoorn. In 1940 gaf de Nenasu er een herdruk van uit. In de WA-reeks gaf de Nenasu de bundeling van nationaalsocialistische strijdliederen Lichtkogels van Jaap van Kersbergen uit. De bundel Met open vizier!, strijdherinneringen 1939-1942 in woorden en verzen van Jan de Haas werd uitgegeven ter nagedachtenis aan de 'NSB-partijdichter' Frans Bankman. In de 'binnenleiding' (NSB-jargon voor 'inleiding') werd gesteld dat de flitsen uit deze strijdperioden die in dit boekje [...] worden weergegeven, er mede van willen getuigen, dat de strijd der NSB zonder vrees, eerlijk en openhartig, dat wil zeggen: Met open vizier, is gevoerd. De Nenasu publiceerde in 1941 van Henri van Hoof de roman De vreemde storm, een verhaal over 'De exodus van IJmuiden'. De roman vertelde het verhaal van de uittocht vanuit IJmuiden naar Engeland tijdens de meidagen van 1940. De historische roman Kathelijne Claes van Jan Eekhout vertelde het levensverhaal van een heilige martelaarster. Het motto van dit boek uit 1944 was afkomstig van Friedrich Spee en het luidde: Ik zal op den jongsten dag voor Gods' Gericht verklaren, dat van alle 'Toovenaars' en 'Heksen' niet ééne waarlijk schuldig was aan het feit, waarvoor zij verbrand werden. De allusie op de naderende nederlaag is duidelijk. Eekhout droeg het boek op aan dr. H. Lohse, de man achter de censuur op het Nederlandse boek tijdens de Tweede Wereldoorlog. De Nenasu verkocht de vertaalrechten van dit boek aan een Duitse uitgeverij, maar tot een Duitse uitgave is het niet meer gekomen.
De Nenasu gaf twee kinderboeken uit. Van Hilda Bongertman verscheen Jeugd in de branding. Deze 'roman voor jonge menschen' (ondertitel) beschreef het leven van een doorsnee NSB-gezin. Het behandelde onder meer de internering van NSB'ers gedurende de meidagen van 1940 en het dienst nemen bij de Germaansche SS. Het boek beoogde de NSB-jongeren een moreel hart onder de riem te steken bij hun strijd voor een betere (lees: nationaalsocialistische) toekomst. De broer van mevrouw van Augusta van Slooten was een van de laatste boeken die de Nenasu uit zou geven. Deze 'roman voor jonge meisjes', ging over een rechtenstudente van sociaal hoge afkomst, die er bewust voor koos haar leven te leiden als dienstbode. Het boek (zonder propagandistisch doel) verscheen eerder in 1923.
Ter gelegenheid van de 50e verjaardag van Anton Mussert verscheen het boek Mussert als ingenieur van J. Homan van der Heide. Na de bevrijding zijn dozen vol met onverkochte exemplaren aangetroffen bij de uitgeverij en de NSB. Bij het succes van deze behoorlijke luxe gebonden uitgave met een in kleur gedrukte stofomslag in tijden van papierschaarste kunnen dus vraagtekens worden gezet.

## Laatste uitgave
Voor zover bekend heeft de uitgeverij in 1945 geen boeken meer laten verschijnen. Wel is op de valreep van de bevrijding nog een brochure verschenen met de tekst van een rede die Anton Mussert op 7 april 1945 uitsprak op een bijeenkomst in de Pulchri Studio in Den Haag. Deze tekst had de voor nationaalsocialisten wellicht opwekkende titel: "Grondslag der Herrijzenis. Ons volksch ontwaken.". Enkele weken later verscheen het laatste nummer van Volk en Vaderland en viel het doek voor de uitgeverij.

## De bevrijding
Na de oorlog bleek de boekhouding van de Nenasu vernietigd dan wel verdwenen, maar directeur Westenberg noemde tijdens een naoorlogs verhoor de resultaten over het jaar 1943 'uitermate goed'. Mussert zelf wist zich tijdens zijn gevangenschap te herinneren dat de winst van de Nenasu tussen de ƒ 80.000 (2005: € 427.000) en ƒ 100.000 (2005: € 534.000) per jaar lag. Dat was overigens het enige wat de leider interesseerde, want met de 'diepere interne aangelegenheden' bemoeide hij zich niet:
Dit mag misschien paradoxaal klinken, maar de bedrijven rendeerden en daar ik maar zelden van interne strubbelingen vernam, heb ik daar verder geen aandacht aan geschonken. Het zal u duidelijk zijn dat ik het overigens druk genoeg had,
verklaarde Mussert over de Nenasu. Na de bevrijding is de uitgeverij enige jaren beheerd door het Nederlandse Beheersinstituut. In 1948 volgde de liquidatie.